# Krugloje (Kaliningrad)
Krugloje (russisch Круглое, deutsch Roßthal) ist ein Ort in der russischen Oblast Kaliningrad. Er gehört zur kommunalen Selbstverwaltungseinheit Stadtkreis Tschernjachowsk im Rajon Tschernjachowsk.

## Geographische Lage
Krugloje liegt fünf Kilometer nördlich der Stadt Tschernjachowsk (Insterburg) und ist über einen Abzweig von der Regionalstraße 27A-009 (ex A197) nördlich von Majowka (Georgenburg) zu erreichen. Die nächste Bahnstation ist Tschernjachowsk.

## Geschichte
Der kleine Ort Roßthal war vor 1945 ein Gutsdorf. Im Jahre 1874 kam der Gutsbezirk Roßthal zum neu errichteten „Amtsbezirk“ Szieleitschen (1938–1946: Schieleitschen), der – 1930 in „Amtsbezirk Geswethen“ und 1938 in „Amtsbezirk Landwehr (Ostpr.)“ umbenannt – bis 1945 zum Kreis Insterburg im Regierungsbezirk Gumbinnen der preußischen Provinz Ostpreußen gehörte. Im Jahre 1910 zählte der Ort 52 Einwohner.
Am 30. September 1928 wurden der Gutsbezirk Roßthal und die benachbarte Landgemeinde Uszeszern zur Landgemeinde Roßthal zusammengefasst. 1933 betrug die Einwohnerzahl dieser Gemeinde 130 und war 1939 auf demselben Stand.
Im Jahre 1945 kam Roßthal mit dem nördlichen Ostpreußen in Kriegsfolge zur Sowjetunion. 1947 erhielt der Ort die russische Bezeichnung „Krugloje“ und wurde gleichzeitig dem Dorfsowjet Kaluschski selski Sowet im Rajon Tschernjachowsk zugeordnet. 1954 gelangte der Ort in den  Majowski selski Sowet. 1997 kam Krugloje zum Dorfbezirk Kalinowski selski okrug. Von 2008 bis 2015 gehörte der Ort zur Landgemeinde Kaluschskoje selskoje posselenije und seither zum Stadtkreis Tschernjachowsk.

## Kirche
Mit seiner überwiegend evangelischen Bevölkerung gehörte Roßthal vor 1945 zum Kirchspiel der Kirche Georgenburg (heute russisch: Majowka) im Kirchenkreis Insterburg in der Kirchenprovinz Ostpreußen der Kirche der Altpreußischen Union. Heute liegt Krugloje im Einzugsbereich der neu entstandenen evangelisch-lutherischen Gemeinde in Tschernjachowsk (Insterburg) mit Pfarrsitz für die Kirchenregion Tschernjachowsk in der Propstei Kaliningrad der Evangelisch-lutherischen Kirche Europäisches Russland.